# Hypohelion parvum
Hypohelion parvum är en svampart som beskrevs av P.R. Johnst. 1990. Hypohelion parvum ingår i släktet Hypohelion och familjen Rhytismataceae.   Inga underarter finns listade i Catalogue of Life.